# 三原徹司
三原 徹司（みはら てつじ、1961年2月13日 - ）は声優・ナレーター・気象予報士。大阪府大阪市出身。フリーで活躍

## 来歴・人物
1983年にデビュー。ナレーションを中心に活躍しているが、青春ラジメニアの制作スタッフ（ディレクター）をしていた時期もある。2000年に所属していたオフィスキイワードから独立、フリーになる。声質は磯部弘と下条アトムと浜田治貴に近い。最近は気象予報士の試験に合格、今後はそれと平行して活動の場を広げて行く予定。
また、スノーボードとF1に造詣を持ち、自身の公式サイトで紹介をしている。

## 出演作品(過去も含む)

### テレビ
- 「元気UP!関西」(関西テレビ)
- 「夢色歓彩」(読売テレビ)
- 「ズームインサタデー天気予報ナレーション(関西ローカル)」(読売テレビ)
- 「ニュースステーション」(テレビ朝日系)
- 「三原徹司のNEOクラシックカー」(CS放送)顔出しで出演。
- 「とっておき世界旅」(NHKBS)
- 「ハロー日本」(NHKBS)
- 「晴れときどきたかじん」(ABC)
- 「べかこの自遊時間」(ABC)
- 「北野誠の私をゴルフに連れてって」(MBS)

### ラジオ
- 「はっぴいくれよん」金曜日担当DJ(FMちゃお)
- 「KOBE ドラマエイト」DJ(Kiss-FM)
- 「バール・サンドリオン」DJ(Kiss-FM)
- 「クルージング京都45」DJ(FM京都)
- 青春ラジメニア(ゲスト)

### CMナレーション
- 塩野義製薬企業スポットCM
- タカラスタンダード
- 堀場製作所
- 松下電器
- センチュリー21・ジャパン
- JR西日本
- 阪神高速道路
- 帝国ホテル大阪
- 尼崎競艇
- 中国電力
- 任天堂
- 日本電気硝子
- 京阪中之島線開通
- ZAQ
- グローリー
- 第一ゼミナール
- 大阪ガス
  - サムソーヤ（1996年頃）
  - ガス復旧方法説明のCM
- げんぶ堂
- 扶桑会館ボウルメート京橋（1993年頃）
- 小林製薬サワデー香るスティック「インテリアのプロ」篇
- 学情X朝日新聞CM（スカイA）

他

### VPナレーション
- JR西日本
- 日清食品
- 大阪ガス他

### その他
- 京阪電車の駅構内案内アナウンス（2025年3月1日から一部駅での使用停止）
- 噛んだら終了2013

他